# ГЕС Lǎohǔzuǐ
ГЕС Lǎohǔzuǐ (老虎嘴水电站) — гідроелектростанція на заході Китаю в провінції Тибет. Знаходячись після ГЕС Xuěkǎ (40 МВт), становить нижній ступінь каскаду на річці Бахе, лівій притоці Nyangqu, котра в свою чергу є лівою притокою Ярлунг-Зангбо (верхня течія Брахмапутри). 
В межах проекту річку перекрили бетонною греблею висотою 79 метрів та довжиною 256 метрів. Вона утримує водосховище з об’ємом 95,9 млн м3 (корисний об’єм 7,1 млн м3) та припустимим коливанням рівня поверхні у операційному режимі між позначками 3295 та 3297 метрів НРМ (під час повені рівень може незначно зростати до 3297,8 метра НРМ). 
Пригреблевий машинний зал обладнали трьома турбінами типу Френсіс потужністю по 34 МВт, які забезпечують виробництво 496 млн кВт-год електроенергії на рік.